# Alsleben (Saale)
Alsleben (Saale) er en lille by i Salzlandkreis, cirka midt i den tyske delstat Sachsen-Anhalt.
Byen ligger på vestbredden af floden Saale, ca. 30 km før dens udmunding i Elben. Vest for Alsleben stiger landskabet og går over i forbjergene til Harzen. Mod nord begynder Magdeburger Börde, et stort fladt landbrugsområde. Byen ligger i Naturpark Unteres Saaletal.

## Historie
Alsleben blev tidligt befolket og tjente som grænseborg mod sorberne. Fra 900-tallet var byen grevesæde. I 979 var her et benediktinerkloster, som brændte i 1104. Fra det 12. århundrede får Alsleben byrettigheder. Til byens område hører Wüstungen Börnicke, Drosine, Wirl og Bornstädt. Fra 1680 hører byen til det brandenburg-preussiske Hertugdømme Magdeburg og lå i den daværende Saalkreis. 1822 levede der 1474 indbyggere i Alsleben i 218 huse, som efter den nye preussiske kreisindeling hørte til Mansfelder Seekreis .
d